# Resistance Is Futile
Resistance Is Futile é o décimo quarto álbum de estúdio da banda galesa de rock Manic Street Preachers, lançado pela Columbia Records em abril de 2018.
Anunciado pelos integrantes desde o início de 2017 e posto em pré-venda a partir de novembro do mesmo ano, o disco foi descrito como um registro de "melancolia widescreen" e extremamente melódico. Liricamente, o projeto aborda questões em torno de memórias e perdas, num sentido de tensão entre arte e realidade numa perspectiva histórica. O álbum inaugurou o estúdio Door To The River, de propriedade dos músicos.
O projeto foi sustentado por quatro singles, destacando-se "International Blue", canção liberada em dezembro de 2017. O álbum recebeu avaliações favoráveis da crítica especializada e estreou na segunda posição da UK Albums Chart.

## Faixas
| N.º            | Título                      | Duração |  |
| 1.             | "People Give In"            | 3:55    |  |
| 2.             | "International Blue"        | 3:51    |  |
| 3.             | "Distant Colours"           | 3:29    |  |
| 4.             | "Vivian"                    | 4:15    |  |
| 5.             | "Dylan & Caitlin"           | 3:53    |  |
| 6.             | "Liverpool Revisited"       | 2:31    |  |
| 7.             | "Sequels of Forgotten Wars" | 4:21    |  |
| 8.             | "Hold Me Like a Heaven"     | 4:18    |  |
| 9.             | "In Eternity"               | 4:16    |  |
| 10.            | "Broken Algorithms"         | 3:52    |  |
| 11.            | "A Song for the Sadness"    | 4:20    |  |
| 12.            | "The Left Behind"           | 3:09    |  |
| Duração total: | Duração total:              | 46:18   |  |

| Versão deluxe |                                       |         |  |
| N.º           | Título                                | Duração |  |
| 1.            | "People Give In" (demo)               |         |  |
| 2.            | "International Blue" (demo)           |         |  |
| 3.            | "Distant Colours" (demo)              |         |  |
| 4.            | "Vivian" (demo)                       |         |  |
| 5.            | "Dylan & Caitlin" (demo)              |         |  |
| 6.            | "Liverpool Revisited" (demo)          |         |  |
| 7.            | "Sequels of Forgotten Wars" (demo)    |         |  |
| 8.            | "Hold Me Like a Heaven" (demo)        |         |  |
| 9.            | "In Eternity" (demo)                  |         |  |
| 10.           | "Broken Algorithms" (demo)            |         |  |
| 11.           | "A Song for the Sadness" (demo)       |         |  |
| 12.           | "The Left Behind" (demo)              |         |  |
| 13.           | "Concrete Fields"                     |         |  |
| 14.           | "A Soundtrack to Complete Withdrawal" |         |  |

## Ficha técnica
- James Dean Bradfield - vocais, guitarras
- Sean Moore - bateria, percussão
- Nicky Wire - baixo, vocais